# Barrera de Maeslant

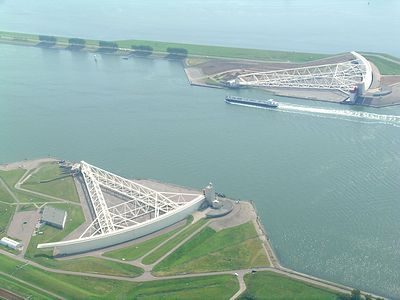
La barrera Maeslant vista desde el norte

La Maeslantkering o barrera de Maeslant es una barrera contra la marejada ciclónica ubicada a la entrada del puerto de Róterdam (Países Bajos). Fue construida entre 1991 y 1997 como etapa final del Plan Delta.
El 9 de noviembre de 2007, la compuerta fue cerrada por primera vez desde su construcción en la década de 1990 (a excepción de pruebas anteriores) para atender la emergencia que constituyó el avance de la tormenta "Tilo", que levantó, al menos al día 9, olas de hasta 3 metros de altura, provocando evacuaciones en Gran Bretaña y Países Bajos y alertas en Alemania. Para cerrar la barrera se tardó unas 2 horas.

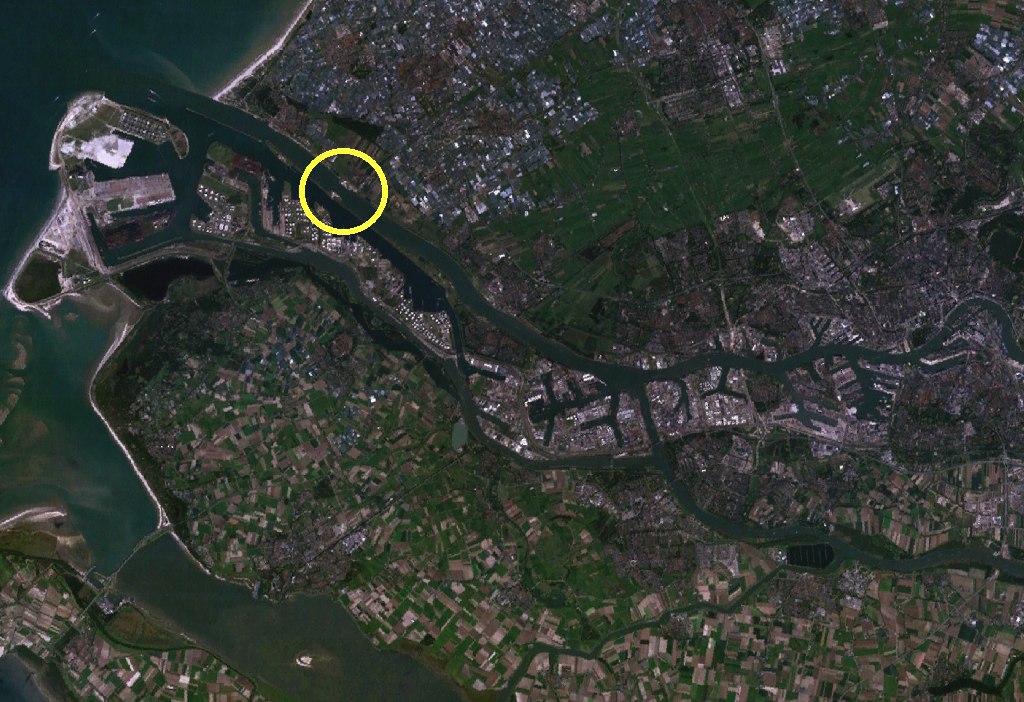
Localización de la barrera
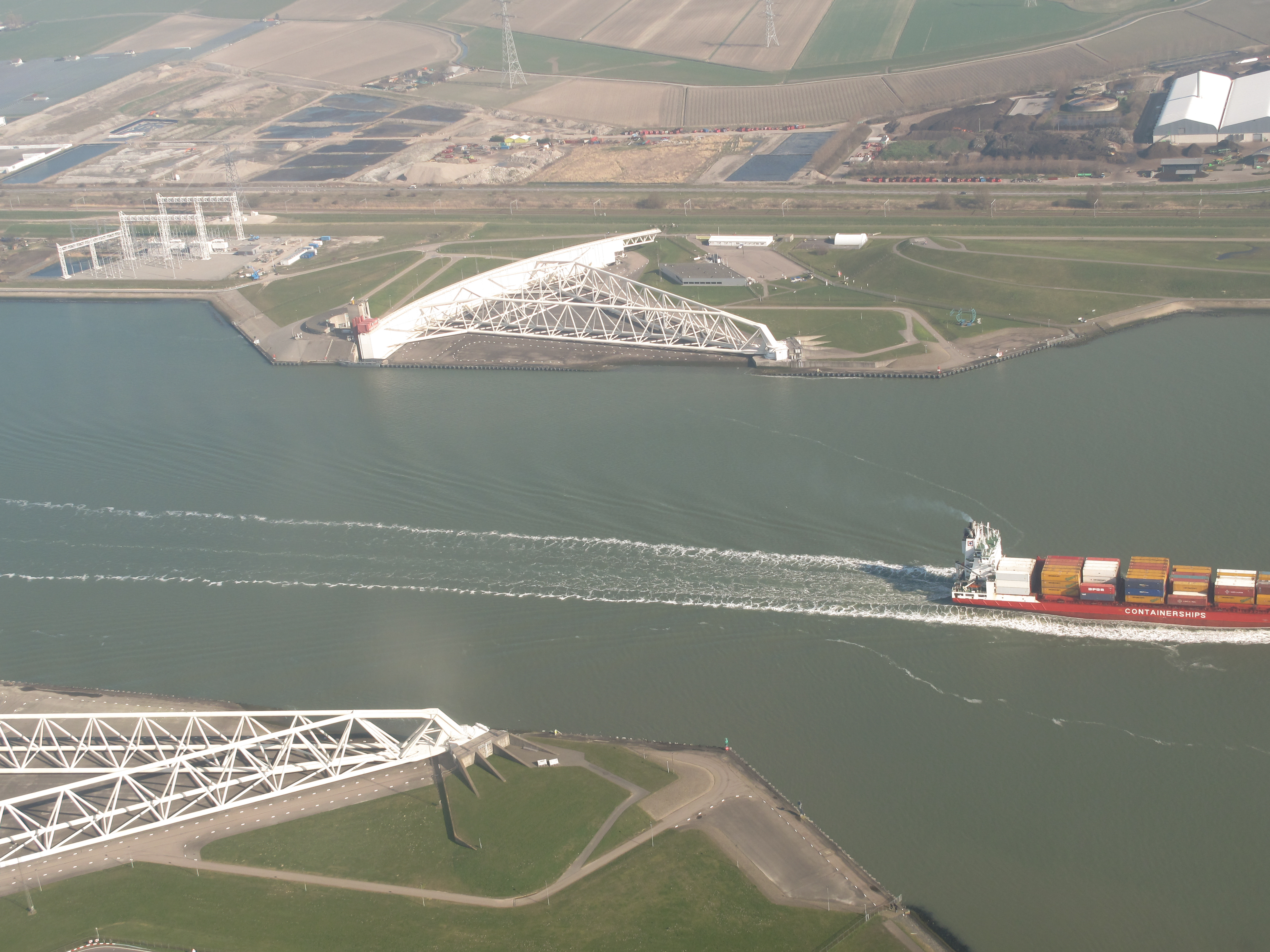
Un barco cruzando la barrera
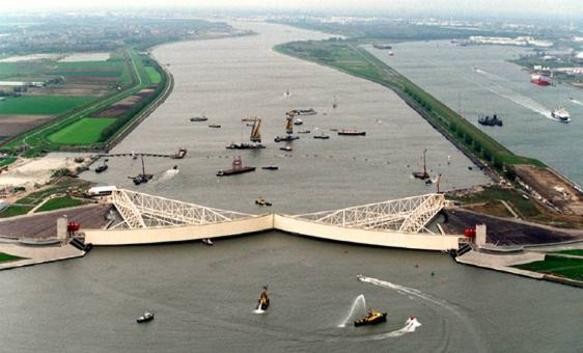
La barrera  cerrada

- Datos: Q1647536
- Multimedia: Maeslantkering / Q1647536